# El Llantiol
El Llantiol és un emblemàtic cafè-teatre d'estètica modernista situat al barri del Raval de Barcelona. El 1982 la sala va ser guardonada amb el Premi FAD Sebastià Gasch d'Arts Parateatrals.

## Història
Fou inaugurat el 25 de juliol de 1980 per Ferran Rodríguez i Lluís Fortuny, que transformaren l'antiga impremta que hi havia al carrer de la Riereta, núm. 7, en un club per exhibir-hi espectacles de màgia de prop. Amb el temps, el local aniria ampliant el seu repertori i actualment ofereix espectacles variats de petit format, principalment monòlegs.
Alguns dels mags de reconegut prestigi que hi han actuat són: Li-Chang, el Màgic Andreu, Pepe Carrol, Juan Tamariz, Enric Magoo, Víctor Martí i la seva companyia Abracadabra o el Mag Lari.
Altres artistes que han actuat en més d'una ocasió en aquest espai mític de Barcelona són el gran Eugenio, Ángel Pavlovsky, Hertha Frankel, Alfred Lucchetti, Arnau Vilardebò, Eduard Fernández, Carlo Mô, Godoy, Cesc Queral, la companyia Vol-Ras, Amparo Moreno i Manel Barceló, entre d'altres.
Cal destacar que El Tricicle va fer el seu debut a Barcelona en aquest petit teatre el 1980, any de la seva inauguració. Els primers gags i esquetxos de la companyia, com el cèlebre número amb la cançó de Julio Iglesias "Soy un truhán, soy un señor", foren creats i provats en aquest espai abans de fer el seu salt a La Villarroel, el 1982, amb l'espectacle Manicomic. Una altra coneguda companyia que va debutar a El Llantiol fou The Chanclettes el 1995.
El local té un aforament de 100 persones, disposa de tauletes i d'una barra per poder-hi demanar la beguda abans de l'inici de les funcions. El Llantiol, ha estat i continua sent, 40 anys després, punt de trobada d'artistes i espectadors curiosos.